# Szent Miklós-fatemplom (Keresztényalmás)
A Szent Miklós-fatemplom műemlékké nyilvánított épület Romániában, Hunyad megyében. A romániai műemlékek jegyzékében a  HD-II-m-B-03237 sorszámon szerepel.